# Тирунелвели
Тирунелвели (там. திருநெல்வேலி) је град у Индији у држави Тамил Наду. Према незваничним резултатима пописа 2011. у граду је живело 474.838 становника.

## Становништво
Према незваничним резултатима пописа, у граду је 2011. живело 474.838 становника.
| 1991.   | 2001.   | 2011.   |
| ------- | ------- | ------- |
| 345.772 | 411.831 | 474.838 |